# Eleccions legislatives letones de 1990
Les eleccions legislatives letones de 1990 se celebraren el 18 de març de 1990 a l'RSS de Letònia, per tal d'escollir els 201 membres del Soviet Suprem de l'RSS de Letònia, 170 d'ells en la primera volta. La segona volta de les eleccions es van celebrar el 25 de març, l'1 d'abril i el 29 d'abril de 1990. L'oposició, encapçalada pel Front Popular de Letònia va guanyar la majoria dels vots. A diferència dels seus homòlegs estonià i lituà, el Partit Comunista de Letònia no es presentà com a entitat separada del Partit Comunista de la Unió Soviètica. Tanmateix, el 3 de maig de 1990, el nou Soviet Suprem va nomenar el comunista renovador Anatolijs Gorbunovs com el seu president, líder de facto de Letònia. Posteriorment va abandonar el partit i un any més tard el Partit Comunista va ser prohibit pel govern.
El parlament elegit va ser responsable d'algunes de les decisions més importants en la història moderna de Letònia, com la declaració d'independència de la Unió Soviètica i l'adopció de la nova Constitució. Va ser la primera i única elecció lliure per al Soviet Suprem de l'RSS de Letònia. El Soviet Suprem va canviar la seva denominació pel Consell Suprem el 1991 i després Saeima el 1993.

## Resultats
|                     |                             |           |       |           |  |  |  |  |  |  |  |  |  |  |
| Partits             | Partits                     | Vots      | %     | Escons    |  |  |  |  |  |  |  |  |  |  |
|                     | Front Popular de Letònia    | 1,086,439 | 68,2% | 131 / 201 |  |  |  |  |  |  |  |  |  |  |
|                     | Partit Comunista de Letònia | 342,499   | 21,5% | 55 / 201  |  |  |  |  |  |  |  |  |  |  |
|                     | Independents                | 164,080   | 10,3% | 15 / 201  |  |  |  |  |  |  |  |  |  |  |
| Participació: 81.3% | Participació: 81.3%         | 1,593,018 | 100   | 201       |  |  |  |  |  |  |  |  |  |  |